# Želimir Puljić
Želimir Puljić (Kamena, perto de Mostar, Iugoslávia, agora Bósnia e Herzegovina, 7 de março de 1947) é arcebispo-emérito da Arquidiocese Católica Romana de Zadar.

## Biogragia
Želimir Puljić frequentou a escola secundária diocesana em Dubrovnik. Ele estudou teologia católica em Split e em Roma, na Pontifícia Universidade Urbaniana. Em 1978, recebeu o diploma em Teologia Pastoral pela Pontifícia Universidade Lateranense. Além de seus estudos teológicos, ele se formou na Faculdade de Pedagogia da Pontifícia Universidade Salesiana, onde recebeu seu doutorado em 1980.
Em 24 de março de 1974 recebeu o Sacramento da Ordem em Roma, pelo cardeal Agnelo Rossi, e incardinado na diocese de Mostar-Duvanj. Após voltar de Roma, serviu como prefeito de estudantes (1978-1980), prefeito de estudos (1980-1986) e reitor do seminário (1986-1989) no Seminário Católico de Sarajevo.
O Papa João Paulo II o nomeou Bispo de Dubrovnik em 7 de dezembro de 1989. Foi ordenado bispo em 14 de janeiro de 1990, por Franjo Cardeal Kuharić, Arcebispo de Zagreb, na Catedral de Dubrovnik; os co-consagradores foram Ante Juric, Arcebispo de Split-Makarska, e Pavao Žanić, Bispo de Mostar-Duvno. Tomou posse como Bispo de Dubrovnik no mesmo dia.
Em 15 de março de 2010, o Papa Bento XVI o nomeou Arcebispo de Zadar. Tomou posse na Catedral de Zadar em 24 de abril. Renunciou por idade em 14 de janeiro de 2023. Também foi administrador apostólico da Arquidiocese de Split-Makarska de 14 de fevereiro a 28 de outubro de 2023.
Dom Želimir Puljić foi membro do Conselho Permanente da Conferência Episcopal Croata (HBK, 1996-2002), presidente do Conselho para a Família (1991-1998), membro da Comissão para a Instituto Croata 'St. Jeronima' em Roma (1997 – 2002), membro da Comissão Reguladora das Relações com o Estado (1996 – 2002) e seu presidente (1999 – 2002). Na HBK, também foi presidente do Conselho de Cultura e bens culturais da igreja, presidente do Conselho para o rebanho estrangeiro croata e membro da Comissão para as relações com a União Europeia. Ele foi presidente da Conferência Episcopal Croata por dois mandatos de cinco anos, eleito em 2012 e releito em 2017.
Foi membro do Conselho de Administração da Universidade de Zagreb (1993 – 1995) e membro do Conselho da Universidade de Dubrovnik (2005 – 2009). Arcebispo Puljic, além de numerosos artigos e estudos publicados em revistas croatas, editou e publicou vários livros. É membro da Academia Europeia de Ciências e Artes, sediada em Salzburgo.
Em 2015, o arcebispo Puljić, presidente da Conferência Episcopal Croata, propôs um referendo para legalizar a saudação fascista Ustasha (Za dom spremni) dentro das forças armadas. A presidente Kolinda Grabar-Kitarović rejeitou a iniciativa de um grupo de políticos conservadores de reintroduzir a saudação fascista no exército.